# WGC-Dell Technologies Match Play
WGC-Dell Technologies Match Play är ett av de årliga världsmästerskapen World Golf Championships i golf för herrar och spelas sedan år 2016 under den sista helgen i mars månad.
Mästerskapen är en matchspelstävling med de 64 bästa spelarna på golfens världsranking. Spelordningen är att den bäst rankade möter den sämst rankade, den näst bäst rankade möter den näst sämst rankade spelaren och så vidare. Prispengarna i tävlingen räknas i penningligorna på både PGA Tour och PGA European Tour.
Segraren vinner trofén "Walter Hagen Cup". Walter Hagen vann matchspelsversionen av PGA Championship fyra år i rad mellan 1924 och 1927.
Tävlingen pågår i fem dagar och spelas enligt följande:
- Dag 1: Första rundan (18 hål, 32 matcher)
- Dag 2: Andra rundan (18 hål, 16 matcher)
- Dag 3: Tredje rundan (18 hål, 8 matcher)
- Dag 4 förmiddag: Kvartsfinaler (18 hål, 4 matcher)
- Dag 4 eftermiddag: Semifinaler (18 hål, 2 matcher)
- Dag 5: Final (18 hål), match om tredjepris (18 hål)

Sedan 2011 är alla matcher över 18 hål, med extra hål vid delning, däremot så var finalen innan 2011 över 36 hål. 

## Arrangörsbanorna
Fram till 2006 har den hållits på La Costa Resort and Spa i Kalifornien utom 2001 då den hölls på Metropolitan Golf Club i Victoria i Australien. Spelschemat blev då för komprimerat för spelarna vilket ledde till att hälften av de bästa spelarna tackade nej till tävlingarna. Sedan 2006 har spelplatserna skiftat, men år 2015 blev det klart att tävlingen kommer år 2016-2019 spelas sista veckan i mars i staden Austin, med Dell som huvudsponsor. 
| År        | Golfklubb                      | Stad                       |
| --------- | ------------------------------ | -------------------------- |
| 2016–19   | Austin Country Club            | Austin, Texas              |
| 2015      | TPC Harding Park               | San Francisco, Kalifornien |
| 2009–14   | The Golf Club at Dove Mountain | Marana, Arizona            |
| 2007–08   | The Gallery Golf Club          | Marana, Arizona            |
| 2002–06   | La Costa Resort and Spa        | Carlsbad, Kalifornien      |
| 2001      | Metropolitan Golf Club         | Victoria, Australien       |
| 1999–2000 | La Costa Resort and Spa        | Carlsbad, California       |

## Finalister
| År                                              | Vinnare                          | Nationalitet                     | Seed                             | Rank                             | Runner-up                        | Seed                             | Rank                             | Resultat                         | Vinnarsumma ($)                  | Prispott ($)                     |
| WGC-Dell Technologies Match Play                | WGC-Dell Technologies Match Play | WGC-Dell Technologies Match Play | WGC-Dell Technologies Match Play | WGC-Dell Technologies Match Play | WGC-Dell Technologies Match Play | WGC-Dell Technologies Match Play | WGC-Dell Technologies Match Play | WGC-Dell Technologies Match Play | WGC-Dell Technologies Match Play | WGC-Dell Technologies Match Play |
| ----------------------------------------------- | -------------------------------- | -------------------------------- | -------------------------------- | -------------------------------- | -------------------------------- | -------------------------------- | -------------------------------- | -------------------------------- | -------------------------------- | -------------------------------- |
| 2018                                            | Bubba Watson                     | USA                              | 35                               | 39                               | Kevin Kisner                     | 36                               | 32                               | 7&6                              | 1,700,000                        | 10,000,000                       |
| 2017                                            | Dustin Johnson                   | USA                              | 1                                | 1                                | Jon Rahm                         | 21                               | 25                               | 1 up                             | 1,660,000                        | 9,750,000                        |
| WGC-Dell Match Play                             |                                  |                                  |                                  |                                  |                                  |                                  |                                  |                                  |                                  |                                  |
| 2016                                            | Jason Day (2)                    | Australien                       | 2                                | 2                                | Louis Oosthuizen                 | 16                               | 18                               | 5 & 4                            | 1,620,000                        | 9,500,000                        |
| WGC-Cadillac Match Play                         |                                  |                                  |                                  |                                  |                                  |                                  |                                  |                                  |                                  |                                  |
| 2015                                            | Rory McIlroy                     | Nordirland                       | 1                                | 1                                | Gary Woodland                    | 50                               | 52                               | 4 & 2                            | 1,570,000                        | 9,250,000                        |
| WGC-Accenture Match Play Championship           |                                  |                                  |                                  |                                  |                                  |                                  |                                  |                                  |                                  |                                  |
| 2014                                            | Jason Day                        | Australien                       | 8                                | 11                               | Victor Dubuisson                 | 27                               | 30                               | 23 holes                         | 1,530,000                        | 9,000,000                        |
| 2013                                            | Matt Kuchar                      | USA                              | 21                               | 23                               | Hunter Mahan                     | 23                               | 25                               | 2 & 1                            | 1,500,000                        | 8,750,000                        |
| 2012                                            | Hunter Mahan                     | USA                              | 21                               | 22                               | Rory McIlroy                     | 2                                | 2                                | 2 & 1                            | 1,400,000                        | 8,500,000                        |
| 2011                                            | Luke Donald                      | England                          | 9                                | 9                                | Martin Kaymer                    | 2                                | 2                                | 3 & 2                            | 1,400,000                        | 8,500,000                        |
| 2010                                            | Ian Poulter                      | England                          | 9                                | 11                               | Paul Casey                       | 6                                | 8                                | 4 & 2                            | 1,400,000                        | 8,500,000                        |
| 2009                                            | Geoff Ogilvy (2)                 | Australien                       | 8                                | 8                                | Paul Casey                       | 23                               | 23                               | 4 & 3                            | 1,400,000                        | 8,500,000                        |
| 2008                                            | Tiger Woods (3)                  | USA                              | 1                                | 1                                | Stewart Cink                     | 22                               | 22                               | 8 & 7                            | 1,350,000                        | 8,000,000                        |
| 2007                                            | Henrik Stenson                   | Sverige                          | 9                                | 9                                | Geoff Ogilvy                     | 11                               | 11                               | 2 & 1                            | 1,350,000                        | 8,000,000                        |
| 2006                                            | Geoff Ogilvy                     | Australien                       | 52                               | 54                               | Davis Love III                   | 23                               | 24                               | 3 & 2                            | 1,300,000                        | 7,500,000                        |
| 2005                                            | David Toms                       | USA                              | 14                               | 15                               | Chris DiMarco                    | 16                               | 17                               | 6 & 5                            | 1,300,000                        | 7,500,000                        |
| 2004                                            | Tiger Woods (2)                  | USA                              | 1                                | 1                                | Davis Love III                   | 3                                | 4                                | 3 & 2                            | 1,200,000                        | 7,000,000                        |
| 2003                                            | Tiger Woods                      | USA                              | 1                                | 1                                | David Toms                       | 6                                | 7                                | 2 & 1                            | 1,050,000                        | 6,000,000                        |
| 2002                                            | Kevin Sutherland                 | USA                              | 62                               | 64                               | Scott McCarron                   | 45                               | 47                               | 1 up                             | 1,000,000                        | 5,500,000                        |
| 2001                                            | Steve Stricker                   | USA                              | 55                               | 90                               | Pierre Fulke                     | 21                               | 45                               | 2 & 1                            | 1,000,000                        | 5,000,000                        |
| WGC-Andersen Consulting Match Play Championship |                                  |                                  |                                  |                                  |                                  |                                  |                                  |                                  |                                  |                                  |
| 2000                                            | Darren Clarke                    | Nordirland                       | 19                               | 19                               | Tiger Woods                      | 1                                | 1                                | 4 & 3                            | 1,000,000                        | 5,000,000                        |
| 1999                                            | Jeff Maggert                     | USA                              | 24                               | 25                               | Andrew Magee                     | 50                               | 51                               | 38 holes                         | 1,000,000                        | 5,000,000                        |

Rank - Spelarens världsranking vid seedning.
Seed - Vilken grupp spelaren blev fördelad i. 